# Biohemija arsena
Biohemija arsena obuhvata biohemijske procese koji mogu da koriste arsen ili njegova jedinjenja, kao što je arsenat. Arsen je umereno obilan element zemljine kore. Mada se mnoga jedinjenja arsena smatraju visoko toksičnim, širok spektar organoarseničnih jedinjenja se formira biološkim putem i razna organska i neorganska jedinjenja arsena se metabolizuju posredstvom brojnih organizama. To je opšti obrazac kojem podležu i drugi srodni elementi, npr. selen, koji može da manifestuje korisne i štetne efekte. Biohemija arsena je značajna zato što su mnoga jedinjenja arsena visoko toksična, kao i zato što je taj element prisutan u nekim podzemnim vodama, te potencijalno može da utiče na veliki broj ljudi.

## Toksičnost arsena
Arsen je uzročnik znatnog dela mortaliteta širom sveta. On se vezuje za probleme rada srca, disanja, organa za varenje, jetre, nerva i bubrega. Genotoksičnost obuhvata inhibiciju DNK popravke i DNK metilacije. Karcinogeno dejstvo arsena potiče od oksidativnog stresa koji ovaj element uzrokuje. 

## Literatura
- Pearce, Fred (2006). When the Rivers Run Dry: Journeys Into the Heart of the World's Water Crisis. Toronto: Key Porter. ISBN 9781552637418.